# 刘友凡
刘友凡（1949年7月—），男，湖北广水人，中华人民共和国政治人物，曾任湖北省人大常委会副主任，湖北省人民政府副省长，第九届全国人大代表。

## 生平
1971年11月至1984年9月，在湖北省应山县政府机关工作。1983年9月至1986年7月，在中共湖北省委党校函授干部专修科学习。1983年12月至1984年9月，任应山县委副书记。1984年9月至1990年9月，任中共孝感市委副书记、市长（县级市）。1990年9月至1993年6月，任中共蕲春县委书记。1992年9月至1993年7月，在中央党校中青班学习。1993年6月至1996年9月，历任黄冈地（市）委副书记、地委组织部部长。1995年9月至1998年7月，在省委党校政治经济学专业在职研究生学习。1996年12月至2002年8月，历任中共黄冈市委副书记、书记、市长、市人大常委会主任。2002年8月至2008年1月，任湖北省人民政府副省长。2008年1月至2013年1月，任湖北省人大常委会副主任。